# Cliff Letcher
Cliff Letcher (Pyramid Hill, 9 febbraio 1952 – 31 dicembre 2004) è stato un tennista australiano.

## Carriera
In carriera ha vinto 2 titoli di doppio, entrambi sull'erba. Nel 1977 il South Australian Open, in coppia con lo statunitense Dick Stockton e nel 1980 il Western Australian Open, in coppia con il connazionale Syd Ball.Nei tornei del Grande Slam ha ottenuto il suo miglior risultato raggiungendo le finali di doppio agli US Open nel 1976 e agli Australian Open nel 1978 e 1979.

## Statistiche

### Doppio

#### Vittorie (2)
| Numero | Anno | Torneo                          | Superficie | Compagno      | Avversari in finale       | Punteggio     |
| 1.     | 1977 | South Australian Open, Adelaide | Erba       | Dick Stockton | Syd Ball Kim Warwick      | 6-3, 4-6, 6-4 |
| 2.     | 1980 | Western Australian Open, Perth  | Erba       | Syd Ball      | Dale Collings Dick Crealy | 6-3, 6-4      |